# لاري سوتون
لاري سوتون (بالإنجليزية: Larry Sutton)‏ هو لاعب كرة قاعدة أمريكي، ولد في 14 مايو 1970 في ويست كوفينا في الولايات المتحدة.

## وصلات خارجية
- لاري سوتون على موقع دوري كرة القاعدة الرئيسي (الإنجليزية)
- لاري سوتون على موقع دوري كوريا الجنوبية لكرة القاعدة (الإنجليزية)
- لاري سوتون على موقعبيزبول رفرنس.كوم (الدوري الرئيسي) (الإنجليزية)
- لاري سوتون على موقعبيزبول رفرنس.كوم (الدوري الثانوي) (الإنجليزية)
- لاري سوتون على موقع إي إس بي إن.كوم (أم.أل.بي) (الإنجليزية)
- لاري سوتون على موقع مشجعي الرسوم البيانية (الإنجليزية)